# Europejska Konwencja Żonglerska

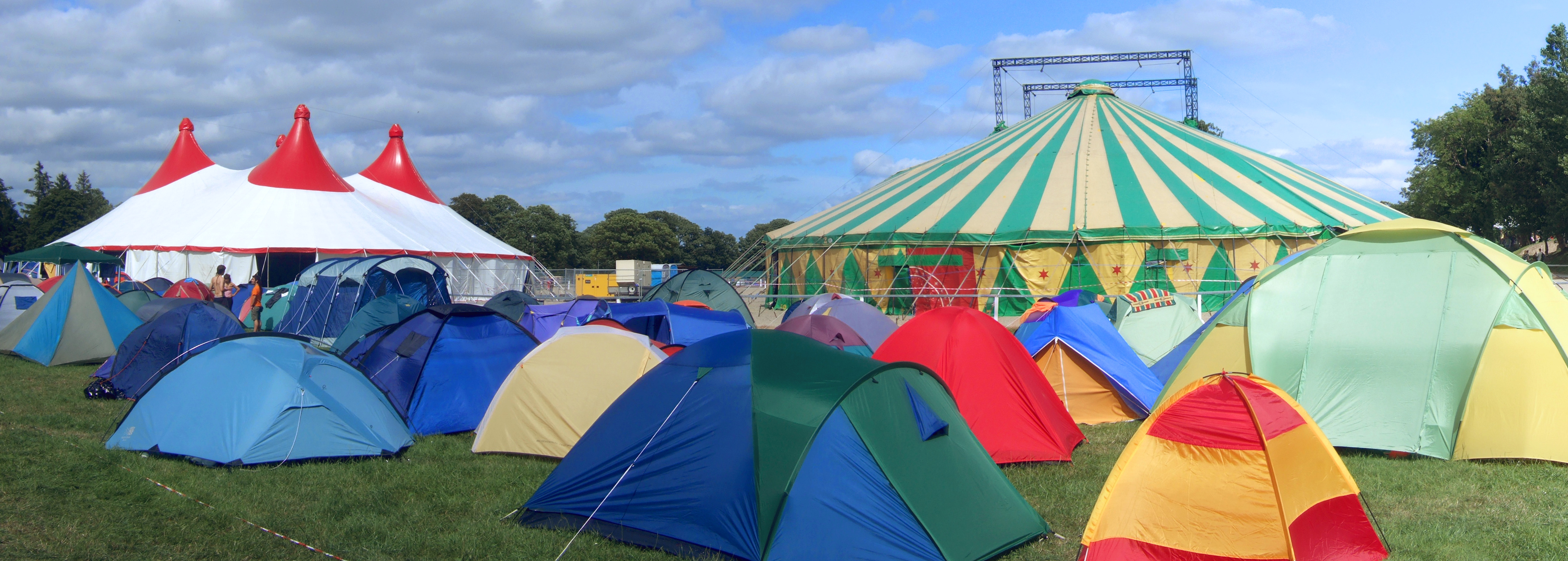
Europejska Konwencja Żonglerska w Millstreet, 2006 rok

Europejska Konwencja Żonglerska (ang. the European Juggling Convention (EJC)) - największy na świecie festiwal żonglerki na który przybywa od. 2000 do 7000 artystów, zarówno profesjonalistów jak i hobbystów. Organizowany co roku latem w innym europejskim mieście. Ma na celu wymianę doświadczeń pomiędzy uczestnikami a także zaprezentowanie swoich umiejętności publiczności. Każdy festiwal organizowany jest przez żonglerów wolontariuszy z miasta-gospodarza imprezy wspieranych przez Europejskie Stowarzyszenie Żonglerskie.

## Gospodarze imprezy
| L.p. | Miejsce                             | Rok  | Data                      | Uczestnicy | Organizator                                                    | Link |
| ---- | ----------------------------------- | ---- | ------------------------- | ---------- | -------------------------------------------------------------- | ---- |
| 1    | Brighton, Wielka Brytania           | 1978 | 15-16 kwietnia            | 11         | Leslie Thomas                                                  |      |
| 2    | Newport-on-Tay, Wielka Brytania     | 1979 |                           | 25         | Lindsay Leslie                                                 |      |
| 3    | Londyn, Wielka Brytania             | 1980 |                           | 42         | Tim Batson                                                     |      |
| 4    | Londyn, Wielka Brytania             | 1981 |                           | 100        | Tim Batson                                                     |      |
| 5    | Kopenhaga, Dania                    | 1982 |                           | 110        | Jonglorer md Tyngdekaften                                      |      |
| 6    | Laval, Francja                      | 1983 |                           | 200        | L'Institute de Jonglage                                        |      |
| 7    | Frankfurt nad Menem, Niemcy         | 1984 |                           | 400        | Schwerkraft Na Und                                             |      |
| 8    | Bruksela, Belgia                    | 1985 | 5-8 września              | 550        | Cirque de Trottoir                                             |      |
| 9    | Castellar de la Frontera, Hiszpania | 1986 |                           | 350        | Javier Jiminez, Hermann Klink, Fritz Brehm, Toby Philpott      |      |
| 10   | Saintes, Francja                    | 1987 | 17 sierpnia - 20 września | 1000       | L'Institut de Jonglage                                         |      |
| 11   | Bradford, Wielka Brytania           | 1988 | 22-25 września            | 1000       |                                                                |      |
| 12   | Maastricht, Holandia                | 1989 | 31 sierpnia - 3 września  | 2000       | Stichting 12th European Juggling Festival                      |      |
| 13   | Oldenburg, Niemcy                   | 1990 | 30 sierpnia - 2 września  | 2500       | Verein zur Förderung des Freizeitsports e.V.                   |      |
| 14   | Werona, Włochy                      | 1991 | 29 sierpnia - 1 września  | 2300       | EJA: represented by Jules Howarth, Pippa Stockting, Doug Orten |      |
| 15   | Banyoles, Hiszpania                 | 1992 | 20-24 sierpnia            | 1500       | Sue Hunt                                                       |      |
| 16   | Leeds, Wielka Brytania              | 1993 | 1-5 września              | 1800       | Up in the Air Ltd.                                             |      |
| 17   | Hagen, Niemcy                       | 1994 | 2-7 sierpnia              | 2000       | EJA (Deutschland) e.V.                                         |      |
| 18   | Göteborg, Szwecja                   | 1995 | 11-18 sierpnia            | 1100       | Snöbollen                                                      |      |
| 19   | Grenoble, Francja                   | 1996 | 12-18 sierpnia            | 2200       | Association Entre ciel et terre                                |      |
| 20   | Turyn, Włochy                       | 1997 | 1 sierpnia - 6 września   | 1000       | Just for Joy European Association                              |      |
| 21   | Edynburg, Wielka Brytania           | 1998 | 3-8 sierpnia              | 2000       | EJC98 Ltd.                                                     |      |
| 22   | Grenoble, Francja                   | 1999 | 12-18 sierpnia            | 2300       | Association Entre ciel et terre                                |      |
| 23   | Karlsruhe, Niemcy                   | 2000 | 5-12 sierpnia             | 2750       | Pyramidaler Kleinkunst-Verein e.V.                             |      |
| 24   | Rotterdam, Holandia                 | 2001 | 4-12 sierpnia             | 3500       | Stichting EJC2001                                              |      |
| 25   | Brema, Niemcy                       | 2002 | 8-16 sierpnia             | 2200       | Zirkuswerkstatt e.V.                                           |      |
| 26   | Svendborg, Dania                    | 2003 | 5-13 sierpnia             | 2300       | E.J.C. 2003 Svendborg                                          |      |
| 27   | Carvin, Francja                     | 2004 | 25 lipca - 1 sierpnia     | 4487       | Ch'ti Cirq                                                     |      |
| 28   | Ptuj, Słowenia                      | 2005 | 14-20 sierpnia            | 3550       | Rokodelci Juggling Association                                 |      |
| 29   | Millstreet, Irlandia                | 2006 | 9-16 sierpnia             | 2252       | JCEvents Ltd.                                                  |      |
| 30   | Ateny, Grecja                       | 2007 | 30 lipca - 5 sierpnia     | 2300       |                                                                |      |
| 31   | Karlsruhe, Niemcy                   | 2008 | 2-10 sierpnia             | 6800       | Pyramidaler KleinKunst-Verein                                  |      |
| 32   | Vitoria-Gasteiz, Hiszpania          | 2009 | 4-12 lipca                | 4200       |                                                                |      |
| 33   | Joensuu, Finlandia                  | 2010 | 24 lipca - 1 sierpnia     | 1200       | Sirkus Supiainen ry                                            |      |
| 34   | Monachium, Niemcy                   | 2011 | 6-14 sierpnia             | 7200       |                                                                |      |
| 35   | Lublin, Polska                      | 2012 | 28 lipca - 5 sierpnia     | 1540       | Fundacja Sztukmistrze                                          |      |
| 36   | Tuluza, Francja                     | 2013 | 27 lipca - 3 sierpnia     | 4500       | L’association Par Haz’Art                                      |      |
| 37   | Millstreet, Irlandia                | 2014 | 19 lipca - 27 lipca       | 2345       | JCEvents Ltd. (?)                                              |      |
| 38   | Bruneck, Włochy                     | 2015 | 1-9 sierpnia              | 4000       | Bruneck Kronplatz Tourismus – Präsident Martin Huber           |      |
| 39   | Almere, Holandia                    | 2016 | 30 lipca - 7 sierpnia     | 5417       | European Juggling Convention 2016 Foundation                   |      |
| 40   | Lublin, Polska                      | 2017 | 23-30 lipca               | 2440       | Fundacja Sztukmistrze                                          |      |
| 41   | Azory, Portugalia                   | 2018 | 28 lipca - 5 sierpnia     | 1300       | Associação Cultural de Artes Circenses dos Açores              |      |
| 42   | Newark, Wielka Brytania             | 2019 | 3-11 sierpnia             | 4426       | Red Hat Events                                                 |      |
| 43   | Hanko, Finlandia                    | 2021 | 17-25 lipca               |            |                                                                |      |
| 44   | Tres Cantos, Hiszpania              | 2022 | 6-14 sierpnia             | 3200       | Asociación Circo Diverso tres cantos                           |      |
| 45   | Lublin, Polska                      | 2023 | 29 lipca - 6 sierpnia     |            | Fundacja Sztukmistrze                                          |      |
| 46   | Ovar, Portugalia                    | 2024 | 27 lipca - 4 sierpnia     |            |                                                                |      |
| 47   | Arnhem, Holandia                    | 2025 | 2-10 sierpnia             |            |                                                                |      |
| 48   | Ptuj, Słowenia                      | 2026 |                           |            |                                                                |      |